# P. J. Cholapuram
P. J. Cholapuram è una suddivisione dell'India, classificata come town panchayat, di 6.543 abitanti, situata nel distretto di Karur, nello stato federato del Tamil Nadu. In base al numero di abitanti la città rientra nella classe V (da 5.000 a 9.999 persone).

## Geografia fisica
La città è situata a 10° 54' 36 N e 78° 15' 29 E.

## Società

### Evoluzione demografica
Al censimento del 2001 la popolazione di P. J. Cholapuram assommava a 6.543 persone, delle quali 3.250 maschi e 3.293 femmine. I bambini di età inferiore o uguale ai sei anni assommavano a 679, dei quali 364 maschi e 315 femmine. Infine, coloro che erano in grado di saper almeno leggere e scrivere erano 3.784, dei quali 2.271 maschi e 1.513 femmine.